# Steve Balcombe
Stephen William „Steve“ Balcombe (* 2. September 1961 in Bangor) ist ein ehemaliger walisischer Fußballspieler.

## Karriere
Balcombe wurde im walisischen Bangor geboren, wuchs aber auf der englischen Seite der Grenze in Shawbury nahe Shrewsbury auf, elfjährig zog er mit seiner Familie nach Irland und lebte in Skerries nördlich der Hauptstadt Dublin. In Irland spielte Balcombe für Home Farm, im selben Nachwuchsteam wie Ronnie Whelan.
Bereits als Kind Leeds-United-Fan, verbrachte Balcombe mehrfach Schulferien für Probetrainings in Leeds und erhielt im Anschluss an seine Schulzeit 16-jährig einen Ausbildungsvertrag beim englischen Klub. Im Oktober 1979 stieg der Mittelstürmer zum Profi auf, spielte aber weiterhin für die Nachwuchsteams um Spieler wie John Lukic, David Seaman, Terry Connor, Martin Dickinson und Aidan Butterworth. Im Oktober 1981 kam er unter Trainer Allan Clarke zu seinem Pflichtspieldebüt, im Erstligaspiel gegen den amtierenden Meister Aston Villa traf er an der heimischen Elland Road per Einzelaktion zum 1:1-Endstand. Dabei lupfte er den Ball nach einer verunglückten Kopfballabwehr seines Gegenspielers Allan Evans über Innenverteidiger Brendon Ormsby, legte sich den Ball nochmals mit der Brust vor und traf per Dropkick vorbei an Torhüter Jimmy Rimmer. Auch vier Tage später im League Cup gegen Ipswich Town stand Balcombe in der Startaufstellung, nach einem Tackling im Mittelfeld hatte er einen Bluterguss in der Wade erlitten und fiel für drei Monate aus.
Zwischenzeitlich hatte Leeds mit Frank Worthington einen weiteren Stürmer verpflichtet und Balcombe erhielt nach seiner Genesung keine weitere Bewährungschance. Während seiner Zeit bei Leeds kam der Stürmer auch mehrfach für walisische Auswahlmannschaften zum Einsatz, neben Auftritten für das Jugendnationalteam und die U-18-Auswahl kam er im Februar 1982 in Troyes per Einwechslung zu einem Einsatz für die U-21-Auswahl gegen Frankreich. Nach dem Erstligaabstieg 1982 wurde Balcombes Vertrag nicht verlängert und nach einer Zeit der Vereinssuche (unter anderem spielte er bei den Bristol Rovers und Mjällby AIF vor) kehrte er nach Irland zurück, wo er in der Folge für Home Farm, Dundalk und die Shamrock Rovers in der League of Ireland auflief und sich mit Jobs in Pubs und Bars etwas dazuverdiente.
Sein ehemaliger Mannschaftskamerad David Harvey bot Balcombe zur Saison 1985/86 einen Platz bei Whitby Town in der Northern League an und dieser zog daraufhin zurück nach Yorkshire. In der Saison 1986/87 spielte er für Harrogate Town, zumeist aber nicht für die erste Mannschaft in der Northern Counties East League, sondern für das Reserveteam, zu dessen Pokalgewinn in der Reserveliga er mit einem Finaltreffer beitrug. Es folgten noch Auftritte im Amateurfußball von Yorkshire für Collingham, Tadcaster Albion und Boroughbridge.
Beruflich war Balcombe seit den 1980ern im Gaststättengewerbe Yorkshires aktiv und betrieb Lokalitäten in East Keswick, Great Ouseburn und West Tanfield, bevor er 2004 mit seiner Ehefrau das Huntsman Inn in Cattal nahe York kaufte, restaurierte und es auf den vormaligen Namen The Victoria umbenannte. In seiner Freizeit sammelte Balcombe mehrfach Geld für wohltätige Zwecke mit Teilnahmen an Triathlons und Radmarathons.